# プライムプレイス
株式会社プライムプレイス（英文社名: PRIME PLACE Co.,Ltd.）は、日本の企業。東京建物グループ系の施設運営を主力事業としている。

## 主な運営施設
- エキソアレ西神中央
- センテラス天文館
- 川崎ダイス
- 天神ヴィオロ
- スマーク伊勢崎
- ラソラ川西(旧モザイクボックス)
- アスピア明石
- モレラ岐阜
- テラッソ姫路
- 岸和田カンカン　ベイサイドモール
- あびこショッピングプラザ
- 八重仲ダイニング
- 中野セントラルパーク
- 東京スクエアガーデン
- OOTEMORI
- 新宿センタービル
- 霞が関コモンゲート
- 横浜桜木町クロスゲート
- リーフみなとみらい
- MARINE & WALK YOKOHAMA
- 大崎センタービル
- 吉祥寺パレスビル
- PRALIVA
- リバーウォーク北九州